# Sainte-Eanne
Sainte-Eanne o Sainte-Éanne è un comune francese di 683 abitanti situato nel dipartimento delle Deux-Sèvres nella regione della Nuova Aquitania.

## Società

### Evoluzione demografica
Abitanti censiti